# لوآن پولی
لوآن پولی گومس (انگلیسی: Luan Polli؛ زادهٔ ۶ آوریل ۱۹۹۳) بازیکن فوتبال اهل برزیل است.
از باشگاه‌هایی که در آن بازی کرده است می‌توان به تیم های  فیگیرنسه، فلامینگو و نساجی اشاره کرد.

## افتخارات
فلامنگو
- کوپا دو برزیل: ۲۰۱۳
- Campeonato Carioca: 2014

اتلتیکو گویانینزه
- Campeonato Goiano: 2022[۱]

## پیوست به بیرون
- لوآن پولی در Soccerway